# Folksonomia
Folksonomia (znana też jako wspólne tagowanie, społeczna klasyfikacja, społeczne indeksowanie i społeczne tagowanie; można także spotkać zaproponowany przez Justynę Hofmokl polski termin kumplonomia) – neologizm oznaczający praktykę kategoryzacji treści z wykorzystaniem dowolnie dobranych słów kluczowych. W znaczeniu potocznym termin ten odnosi się do grupy ludzi współpracujących spontanicznie w celu uporządkowania informacji w kategoriach.
W przeciwieństwie do formalnych metod klasyfikacji, z fenomenem tym spotkać się można raczej w niezhierarchizowanych wspólnotach, takich jak publicznie dostępne strony WWW.
Ponieważ klasyfikatorami informacji są zwykle osoby ją wykorzystujące, zwolennicy folksonomii uważają, że daje ona rezultaty lepiej oddające model informacji we wspólnocie. Folksonomia nie jest bezpośrednio związana z pojęciem klasyfikacji z bibliotekoznawstwa.

## Historia i początki
Połączenie angielskich słów folk (lub folks) oraz taxonomy, dające w wyniku słowo folksonomy jest przypisywane Thomasowi Vander Wal. Słowo taksonomia pochodzi od greckich słów taxis oraz nomos. Taxis oznacza klasyfikację, natomiast nomos (lub nomia) oznacza zarządzanie. Folk to ludzie. Zatem folksonomia to w dosłownym tłumaczeniu ludowe zarządzanie klasyfikacją. Cechy, które później zostały określone jako folksonomia, pojawiły się w serwisie Del.icio.us pod koniec roku 2003 i zostały szybko zaadaptowane przez inne projekty działające w oparciu o społeczność.

## Elementy i typy
Kategoryzacyjne składa się z trzech podstawowych jednostek: użytkownicy, znaczniki i zasoby. Użytkownicy mogą tworzyć znaczniki do oznaczania zasobów, takich jak: stron internetowych, zdjęć, filmów i podcastów. Znaczniki te są wykorzystywane w zarządzaniu, kategoryzowania i podsumowanie treści online. Ten wspólny system znakowania również używa tych znaczników jako sposób do informacji indeksu ułatwić wyszukiwanie i nawigacja zasobów.
Folksonomia obejmuje również zestaw adresów URL, które są używane do identyfikacji zasobów, które zostały określone przez użytkowników z różnych stron internetowych. Systemy te obejmują również programy kategorii, które mają zdolność do organizowania tagów na różnych poziomach szczegółowości.
Vander Wal wyróżnia dwa rodzaje folksonomii: szeroką i wąską. Szeroka folksonomia powstaje, gdy wielu użytkowników może zastosować ten sam znacznik do elementu, dostarczanie informacji, o których znaczniki są najbardziej popularne. Wąska folksonomia występuje, gdy użytkownicy, zazwyczaj mniej liczne i często w tym twórcy tego elementu, oznaczyć pozycję za pomocą znaczników, które każdy może mieć zastosowanie tylko raz. Choć zarówno szerokie i wąskie kategoryzacyjne umożliwić możliwości wyszukiwania treści poprzez dodanie powiązanych słowo lub frazę do obiektu, szeroki folksonomia umożliwia sortowanie na podstawie popularności każdego znacznika, a także śledzenie pojawiających się tendencji w wykorzystaniu znacznika i rozwijanie słownictwa.

## Studia akademickie
Folksonomia jest obecnie rozumiana w pewnym stopniu jako tagowanie, oznaczanie. Socjologowie i antropologowie od dawna zajmowali się problemem klasyfikacji przez ludzi – w jaki sposób zwykli ludzie (nie-eksperci) klasyfikują świat wokół siebie. Przykładem jest książka Harolda Conklina Folk Classification: A Topically Arranged Bibliography of Contemporary and Background References Through (1972, ISBN 0-913516-02-3).
Folksonomia sprawdza się najlepiej, kiedy duża liczba osób opisuje tę samą porcję informacji.
Przykładowo w serwisie delicious.com wiele osób dodało do ulubionych Wikipedię, każdy z innym zestawem słów kluczowych (tagów) na jej opisanie. Pośród wielu używanych słów kluczowych najpopularniejsze to reference, wiki oraz encyclopedia.

## Przykłady
- delicious.com – zbiór linków do ulubionych stron
- CiteULike – kategoryzacja czytanych prac naukowych
- Flickr – album zdjęć
- similaria.pl – percepcyjny serwis społecznościowy